# Finale Copa del Rey 2014
De finale van de voetbalcompetitie Copa del Rey van het seizoen 2013/14 werd gehouden op woensdag 16 april 2014 in het Estadio Mestalla in Valencia. Real Madrid versloeg FC Barcelona met 2-1. De Koninklijken mochten zo voor de 19e keer de beker in ontvangst nemen.

## Finale

### Voorgeschiedenis
Real Madrid nam het op tegen aartsrivaal FC Barcelona. Het was de zevende keer dat beide clubs tegenover elkaar stonden in de bekerfinale. Drie van die finales werden gewonnen door de Madrilenen (1936, 1974, 2011) en drie door de Catalanen (1968, 1983, 1990).
Barcelona, dat in maart 2014 doelman Víctor Valdés zag uitvallen met een zware blessure, werd in de aanloop naar de bekerfinale door Atlético Madrid uitgeschakeld in de kwartfinale van de Champions League. Na de uitschakeling werd vooral het gebrek aan inzet van de Argentijnse stervoetballer Lionel Messi bekritiseerd door de Spaanse pers. Enkele dagen later verloren de Catalanen ook in de Primera División, waardoor ze van de tweede naar de derde plaats in het klassement zakten en Real Madrid opnieuw boven zich moesten dulden.
Real Madrid overleefde de kwartfinale van de Champions League wel, hoewel het elftal van coach Carlo Ancelotti in de terugwedstrijd tegen Borussia Dortmund niet kon rekenen op de geblesseerde Cristiano Ronaldo. Enkele dagen later won de club met 4-0 van Almería, opnieuw zonder Ronaldo. Op 15 april werd bekendgemaakt dat de Portugees ook de bekerfinale zou missen.

### Wedstrijd
|                         |              |         |                       |                                                                |
| 16 april 2014 21:30 MET | FC Barcelona | 1 – 2   | Real Madrid           | Estadio Mestalla, Valencia Scheidsrechter: Antonio Mateu Lahoz |
| 16 april 2014 21:30 MET | Bartra 68'   | Verslag | 11' Di María 85' Bale | Estadio Mestalla, Valencia Scheidsrechter: Antonio Mateu Lahoz |

| FC Barcelona | Real Madrid |

| FC Barcelona:   |    |                   |     |
|                 |    |                   |     |
| GK              | 13 | José Manuel Pinto |     |
| RB              | 22 | Daniel Alves      |     |
| CB              | 15 | Marc Bartra       | 86' |
| CB              | 14 | Javier Mascherano | 53' |
| LB              | 18 | Jordi Alba        | 46' |
| DM              | 16 | Sergio Busquets   |     |
| CM              | 6  | Xavi Hernández    |     |
| CM              | 8  | Andrés Iniesta    |     |
| RW              | 11 | Neymar            | 17' |
| CF              | 10 | Lionel Messi      |     |
| LW              | 4  | Cesc Fàbregas     | 60' |
| Wisselspelers:  |    |                   |     |
| DF              | 5  | Carles Puyol      |     |
| FW              | 7  | Pedro             | 60' |
| FW              | 9  | Alexis Sánchez    | 86' |
| MF              | 17 | Alexandre Song    |     |
| DF              | 21 | Adriano           | 46' |
| MF              | 24 | Sergi Roberto     |     |
| GK              | 25 | Oier Olazábal     |     |
| Coach:          |    |                   |     |
| Gerardo Martino |    |                   |     |

| Real Madrid:    |    |                    |        |
|                 |    |                    |        |
| GK              | 1  | Iker Casillas      |        |
| RB              | 15 | Daniel Carvajal    |        |
| CB              | 3  | Pepe               | 17'    |
| CB              | 4  | Sergio Ramos       |        |
| LB              | 5  | Fábio Coentrão     |        |
| DM              | 14 | Xabi Alonso        |        |
| CM              | 19 | Luka Modrić        |        |
| CM              | 23 | Isco               | 3' 89' |
| RW              | 22 | Ángel Di María     | 86'    |
| CF              | 9  | Karim Benzema      | 90'    |
| LW              | 11 | Gareth Bale        |        |
| Wisselspelers:  |    |                    |        |
| DF              | 2  | Raphaël Varane     | 90'    |
| MF              | 16 | Casemiro           | 89'    |
| DF              | 18 | Nacho Fernández    |        |
| FW              | 21 | Álvaro Morata      |        |
| MF              | 24 | Asier Illarramendi | 86'    |
| GK              | 25 | Diego López        |        |
| FW              | 39 | Willian José       |        |
| Coach:          |    |                    |        |
| Carlo Ancelotti |    |                    |        |